# 大学城 (墨西哥城)
大学城（西班牙語：Ciudad Universitaria）是墨西哥國立自治大學的主校區，位於墨西哥城南部的科約阿坎區。它由建築師馬里奧·帕尼（Mario Pani）和恩里克·德爾·德莫拉爾（Enrique del Moral）設計，包圍著奧林匹克體育場，約40個學院和研究所，文化中心，一個生態保護區，中央圖書館和一些博物館。